# Хейвуд, Лорна
Лорна Хейвуд (англ. Lorna Haywood; род. 29 января 1939, Бирмингем) — англо-американская оперная певица (сопрано), а затем оперный режиссёр.
Училась в Королевском колледже музыки у Мэри Парсонс и Гордона Клинтона, а затем в Джульярдской школе у Серджиуса Кагена и Беверли Пек Джонсон. В 1966 г. дебютировала на сцене Ковент-Гардена, в дальнейшем в наибольшей мере была связана с Английской национальной оперой. Считалась одной из лучших исполнительниц главных партий в операх Леоша Яначека — «Катя Кабанова», «Енуфа», «Средство Макропулоса».
После завершения певческой карьеры в 1998 г. дебютировала в качестве оперного режиссёра. Поставила около 30 спектаклей в оперных театрах Мэдисона, Сан-Хосе, Норфолка, а также в Италии, Испании, Норвегии.